# Medalha Arthur L. Day
A  Medalha Arthur L. Day  é um prêmio anual concedido pela Sociedade Geológica da América, instituído em 1948 em homenagem ao geofísico Arthur Louis Day por "suas contribuições na aplicação da física e química na solução de problemas geológicos."

## Laureados[1]
- 1948 - George Washington Morey
- 1949 - William Maurice Ewing
- 1950 - Francis Birch
- 1951 - Martin Julian Buerger
- 1952 - Sterling Hendricks
- 1953 - John F. Schairer
- 1954 - Marion King Hubbert
- 1955 - Earl Ingerson
- 1956 - Alfred O.C. Nier
- 1957 - Hugo Benioff
- 1958 - John Verhoogen
- 1959 -	Sir Edward C. Bullard
- 1960 - Konrad B. Krauskopf
- 1961 - Willard F. Libby
- 1962 - Hatten Schuyler Yoder
- 1963 - Keith Edward Bullen
- 1964 - James Burleigh Thompson, Jr.
- 1965 - Walter Munk
- 1966 - Robert Minard Garrels
- 1967 - O. Frank Tuttle
- 1968 - Frederick Vine
- 1969 - Harold C. Urey
- 1970 - Gerald Joseph Wasserburg
- 1971 - Hans P. Eugster
- 1972 - Frank Press
- 1973 - David Tressel Griggs
- 1974 - Alfred Ringwood
- 1975 - Allan Cox
- 1976 - Hans Ramberg
- 1977 - Akiho Miyashiro
- 1978 - Samuel Epstein
- 1979 - Walter M. Elsasser
- 1980 - Henry G. Thode
- 1981 - Donald L. Turcotte
- 1982 - Eugene M. Shoemaker
- 1983 - Harmon Craig
- 1984 - Wallace Smith Broecker
- 1985 - Freeman Gilbert
- 1986 - E-an Zen
- 1987 - Don L. Anderson
- 1988 - Claude J. Allègre
- 1989 - Dan Peter McKenzie
- 1990 - William Sefton Fyfe
- 1991 - Ian Carmichael
- 1992 - Susan Werner Kieffer
- 1993 - Hugh P. Taylor, Jr.
- 1994 - David Walker
- 1995 - Thomas J. Ahrens
- 1996 - Robert A. Berner
- 1997 - Edward A. Irving
- 1998 - E. Bruce Watson
- 1999 - Donald J. DePaolo
- 2000 - Stephen John Sparks
- 2001 - Richard J. O'Connell
- 2002 - Richard G. Gordon
- 2003 - Dennis V. Kent
- 2004 - Edward Stolper
- 2005 - Donald W. Forsyth
- 2006 - Frank M. Richter
- 2007 - Mary Lou Zoback
- 2008 - Kenneth A. Farley
- 2009 - T. Mark Harrison
- 2010 - George E. Gehrels
- 2011 - Susan Brantley
- 2012 - John M. Eiler
- 2013 - Rick Carlson
- 2014 - Lisa Tauxe
- 2015 - Jerry X. Mitrovica
- 2016 - Donald B. Dingwell